# La'Tangela Atkinson
La'Tangela Chiquita Atkinson (Bishopville, 22 marzo 1984) è un'ex cestista statunitense, professionista nella WNBA.

## Carriera
È stata selezionata dalle Indiana Fever al primo giro del Draft WNBA 2006 (9ª scelta assoluta).